# Xyronotidae
Famille
Les Xyronotidae sont une famille d'insectes orthoptères.

## Distribution
Les espèces de cette famille sont endémiques du Mexique.

## Liste des genres
Selon Orthoptera Species File (13 juillet 2018) :
- Axyronotus Dirsh & Mason, 1979
- Xyronotus Saussure, 1884

## Publication originale
- Bolívar, 1909 : Orthoptera. Fam. Acridiidae. Subfam. Pyrgomorphinae. Genera Insect. Genera Insectorum, fasc. 90, p. 1-41.